# Galápagos-szigetek
A Galápagos-szigetek (spanyolul Archipiélago de Colón vagy Islas Galápagos) egy 14 nagyobb szigetből, 6 kisebből és 107 szirtből álló vulkanikus (és vulkanológiai szempontból az egyik legaktívabb) szigetcsoport a Csendes-óceánban. Más források 12, megint mások 18 szigetet említenek; a sziget—szirt határt a szerzők szubjektíven húzzák meg. Épp így roppant különbözően minősítik a szigeteket nagynak, illetve nagyobbnak vagy kicsinek. A legnagyobb szigetek:
- Isabella — 4588 km²,

- Santa Cruz — 986 km²,

- Fernandina — 642 km²,
- Santiago — 585 km²,

- San Cristóbal — 558 km².[1]

A szigetcsoport 1973 óta Ecuador önálló tartománya, 1978 óta a Világörökség része, mint „az evolúció élő múzeuma”.
Forrópontos vulkanizmus eredményeként jöttek létre; az első sziget 5–10 millió éve . A legfiatalabbak, az Isabela és a Fernandina még mindig alakulnak; a legutóbbi vulkánkitörés 2005-ben volt. 2022-ben a Wolf tűzhányó aktivizálta magát.

## Természeti földrajzuk

A Galápagos-szigetek domborzati térképe

A szigetek az Egyenlítő környékén helyezkednek el, Ecuador szárazföldi részétől 965 km-re nyugatra.
A szigetcsoport híres az endemikus fajok magas számáról. Közkeletű tévhit, hogy a galápagosi földipintyek tanulmányozása adta a döntő lökést Charles Darwin evolúciós elméletének kifejlesztéséhez. 

## Történelmük

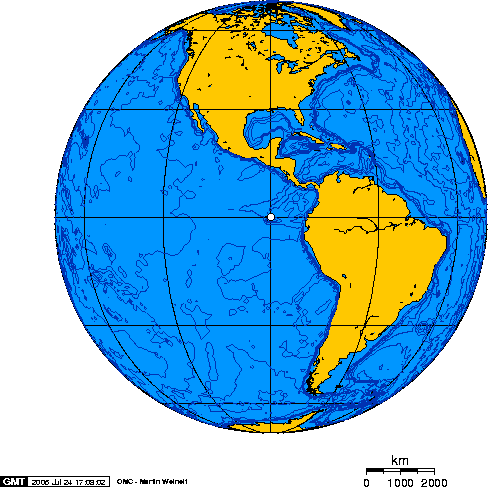
A szigetek a földgömbön

A lakatlan szigetcsoportot 1535. március 10-én fedezték fel a spanyolok.
A 17. században John Cook és William Cowley is járt itt.
1832. február 12-én José María Villamil tábornok Ecuador részévé nyilvánította. 1835-ben járt itt Charles Darwin, akinek emlékét máig ápolják; a szigetcsoport északnyugati részén egy kis szigetet róla neveztek el, miként a Santa Cruz szigetén működő biológiai kutatóközpontot is.

## Élőviláguk
A szigetekről 625 eredeti és a települések környékén további 250 betelepített növényfajt írtak le. Az őshonos fajok 36 %-a endemikus.
Leghíresebb állatfajuk a galápagónak nevezett galápagosi óriásteknős vagy elefántteknős (Geochelone nigra), a szigetcsoport névadója. Ezek mára a világ legalaposabban tanulmányozott vadállatai közé tartoznak; 11 alfajukat különböztetik meg. Különlegesek az itt élő leguánok:
- a szigetek körüli vízben egyebek közt a tengeri leguánok (Amblyrhynchus cristatus),
- a szárazon pedig a varacskosfejű leguánok (Conolophus subcristatus).

Endemikus tengeri emlősei:
- a galápagosi medvefóka (Arctocephalus galapagoensis) és

- a galápagosi oroszlánfóka (Zalophus wollebaeki) — újabban kolóniákat hozott létre a kontinentális Ecuador és Kolumbia egyes tengerpartjain is.[1]

A szigeteken 52 madárfaj él, köztük a Darwin-pintyek 13 faja. A szigetről szigetre különböző földipintyek valójában nem is a pintyek, hanem a tangarafélék családjának tagjai. További madárfajok:
- kéklábú szula (Sula nebouxii),
- galápagosi albatrosz (Phoebastria irrorata),
- galápagosi pingvin (Spheniscus mendiculus).

A halgazdag Humboldt-áramlásnak köszönhetően a szigetek környezetéből 298 halfajt írtak le.
A partok csapadékszegények, ott a növényzet szárazságtűrő kaktuszos bozót. A nagyobb szigetek belsejének hegyoldalait már 1000–2000 mm csapadék öntözi, így ott kialakulhatott a trópusi esőerdő.
1968-ban az összterület 98 %-a a nemzeti park része lett.

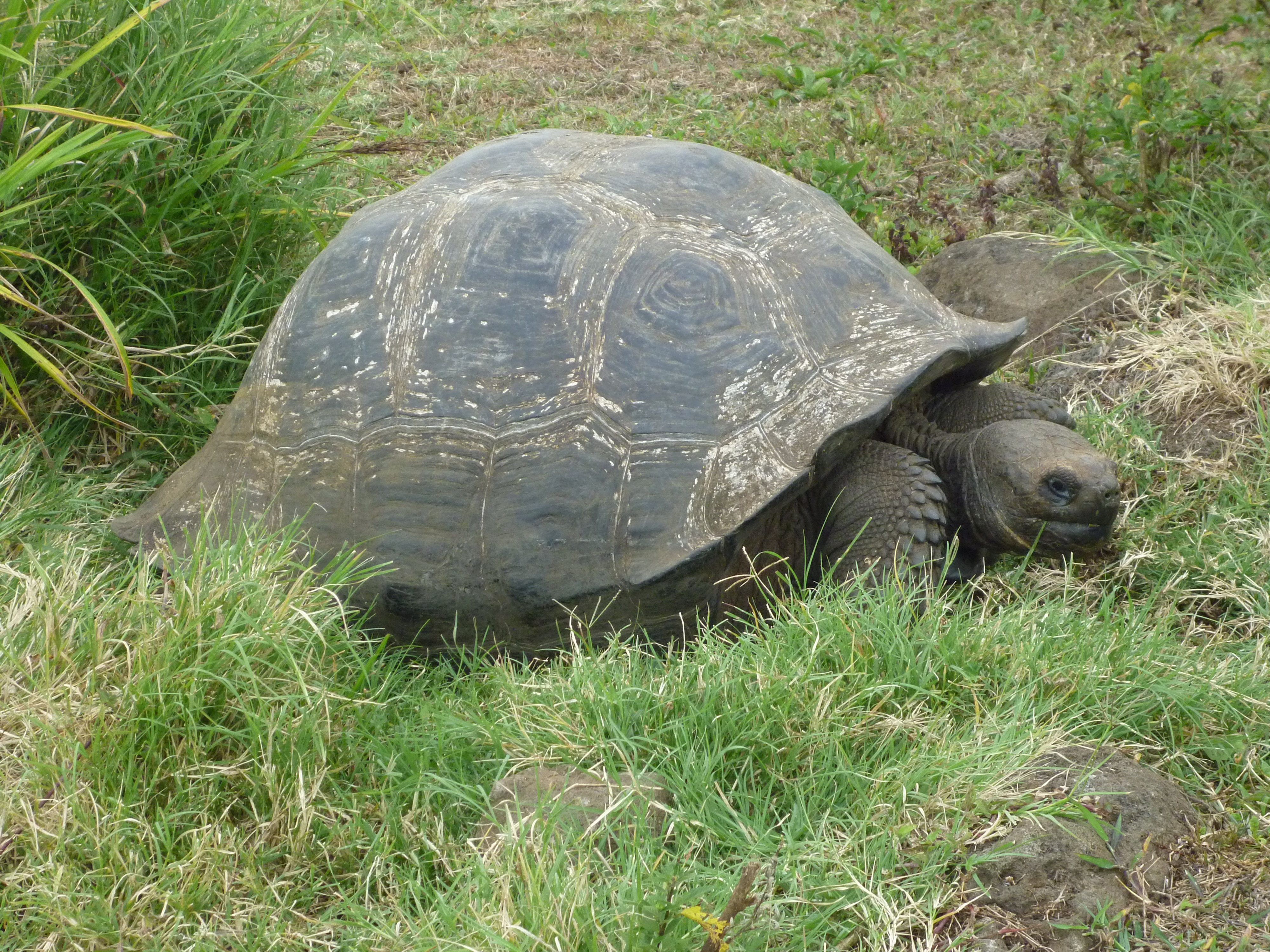
Galápagosi óriásteknős
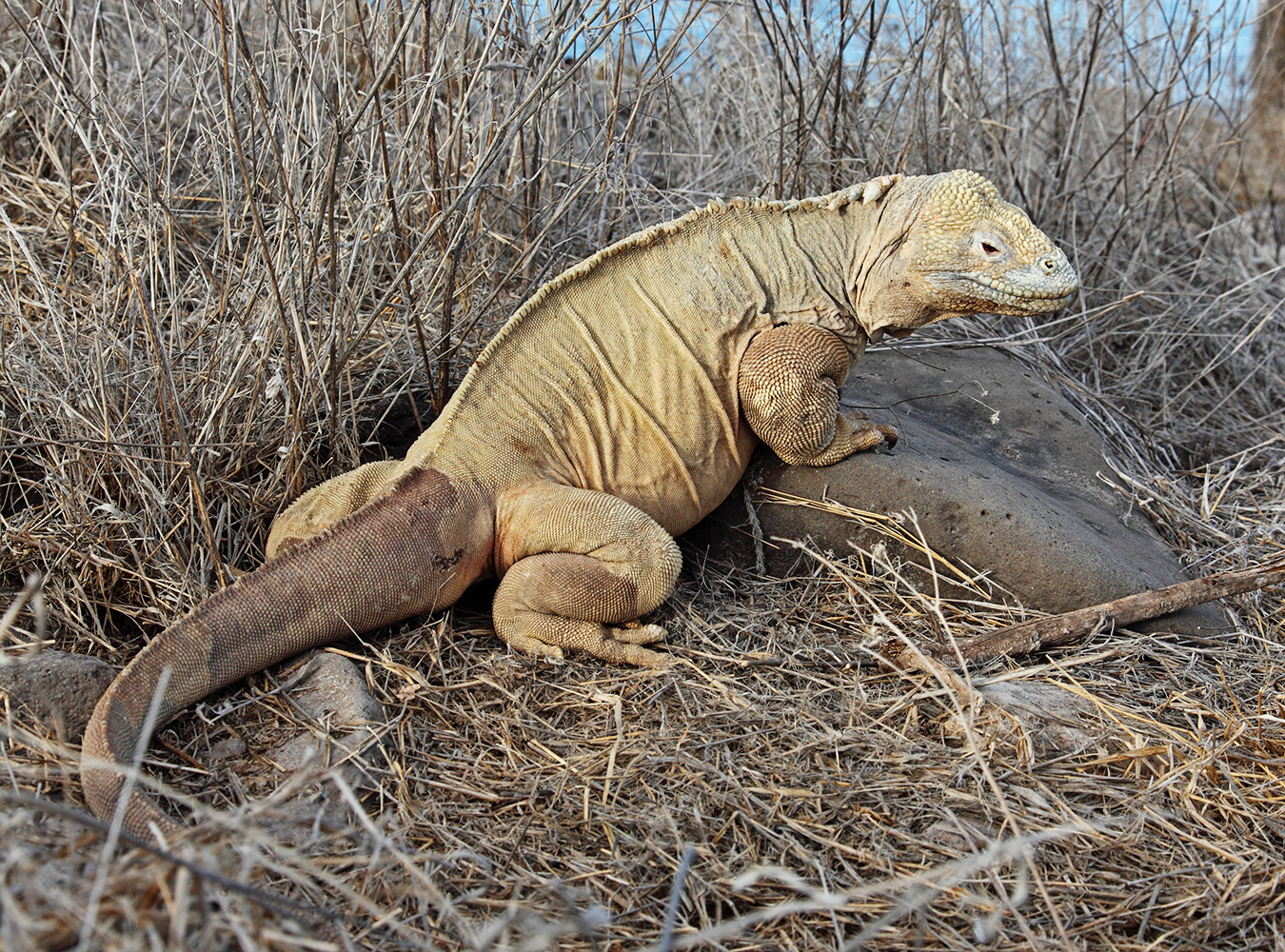
Varacskosfejű leguán
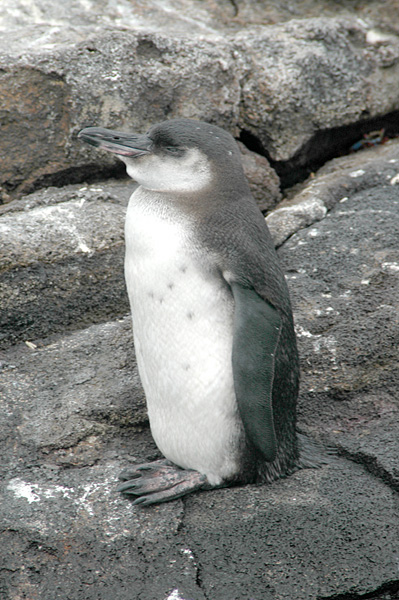
Galápagosi pingvin
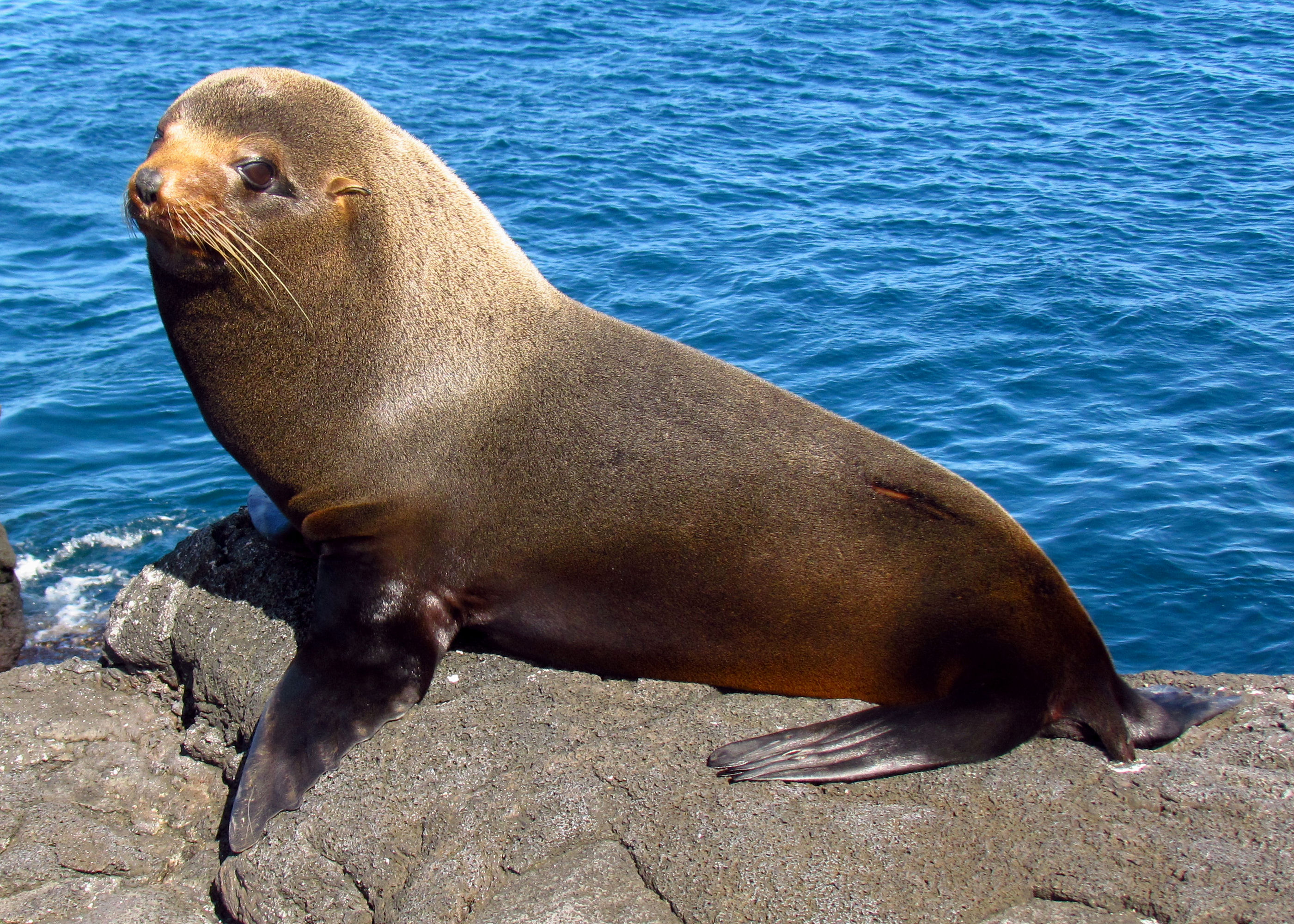
Galápagosi medvefóka
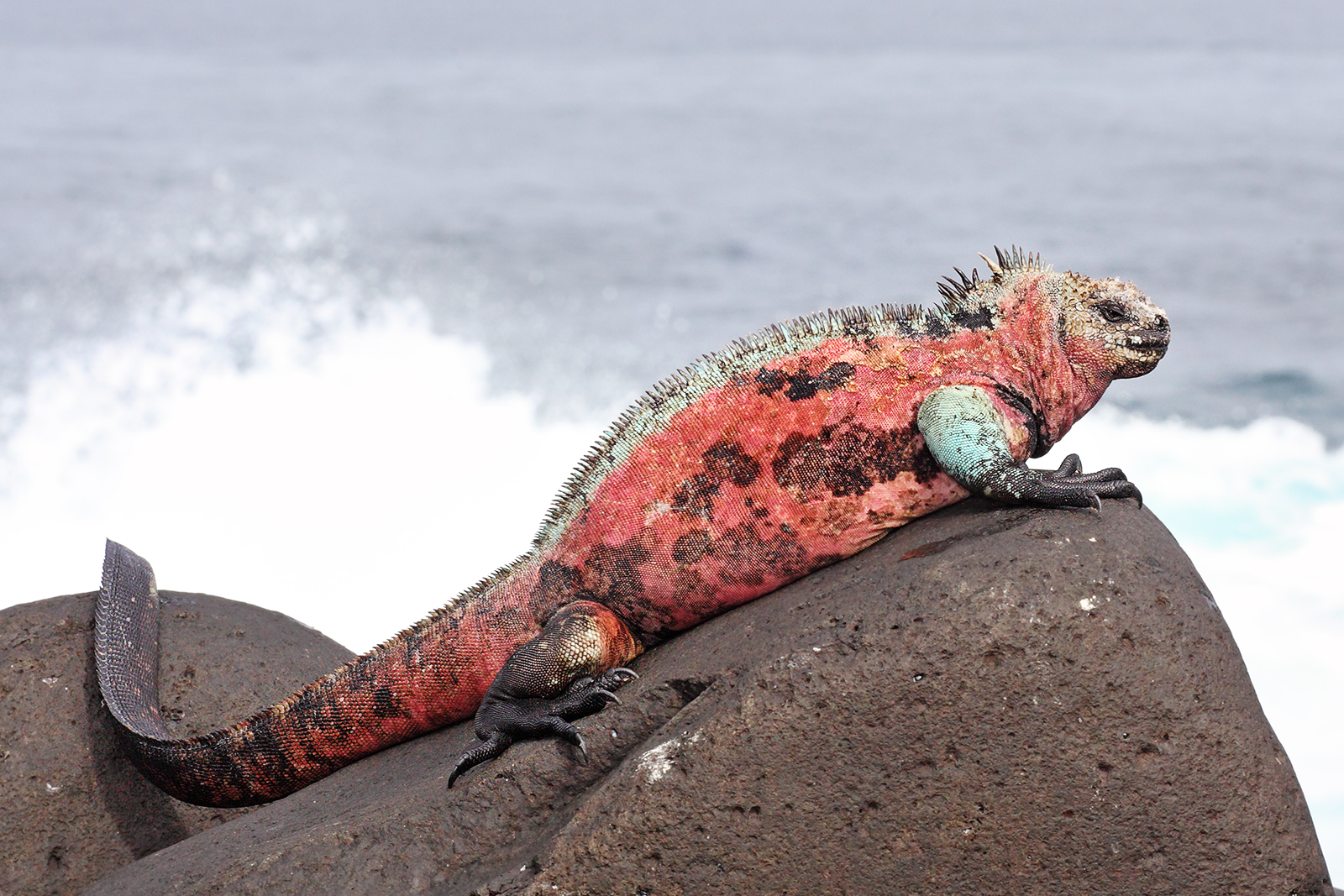
Tengeri leguán
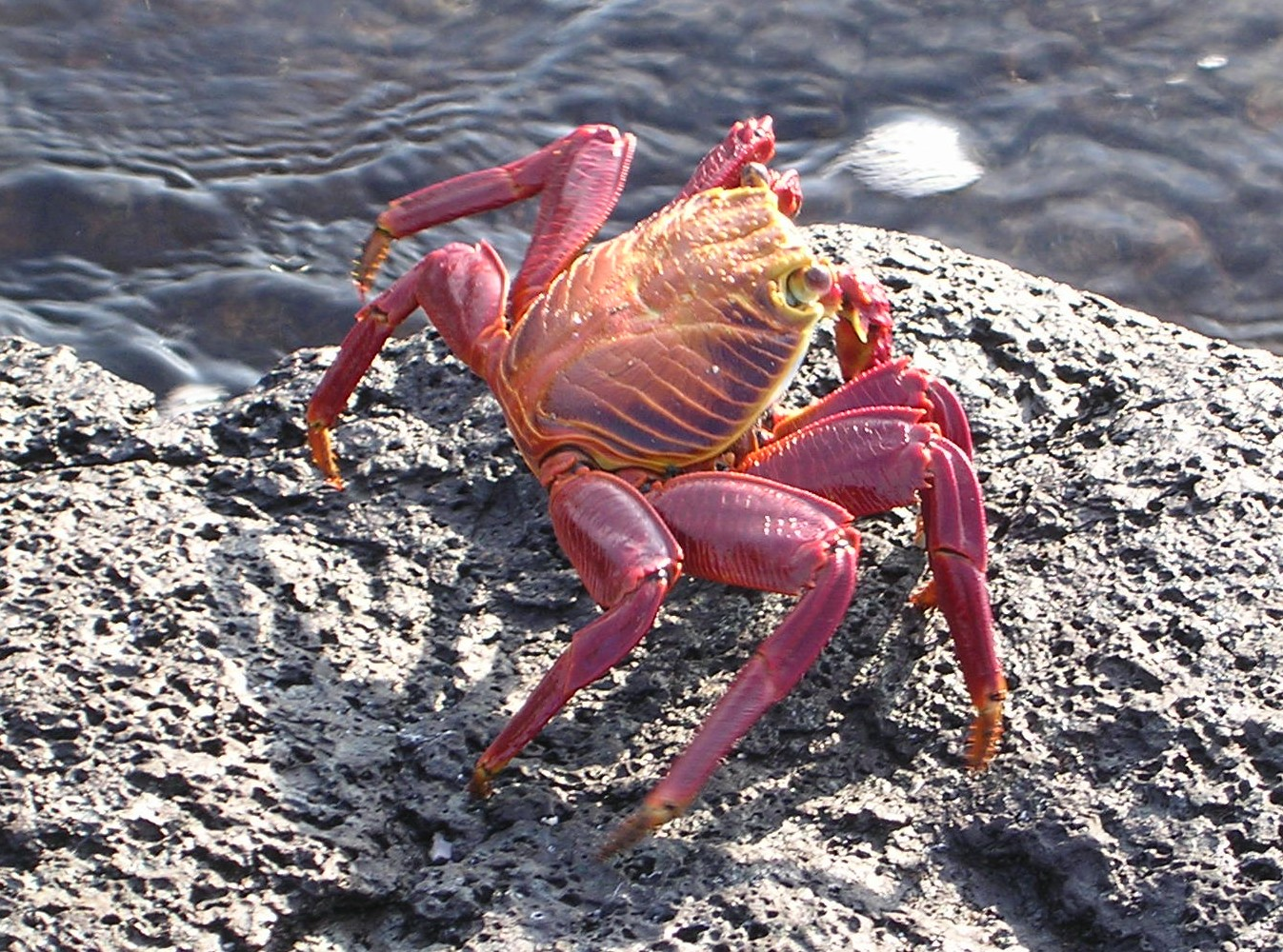
Vörös tarisznyarák

## Ecuadori tartomány
A szigeteket 3 kantonra osztották:
1. San Cristóbal (A kanton részei az alábbi szigetek: Española, Floreana (Santa María), Genovesa és Santa Fe).
2. Isabela (A kanton részei az alábbi szigetek: Darwin, Fernandina, Wolf)
3. Santa Cruz (A kanton részei az alábbi szigetek: Marchena, Pinta, Pinzón, Rábida, San Salvador és Seymour)